# Arthur Wilson (écrivain)
Pour les articles homonymes, voir Wilson et Arthur Wilson (homonymie).
Arthur Wilson (baptisé en 1595 à Great Yarmouth et mort en 1652 à Felsted) est un dramaturge et un historien anglais de la période élisabéthaine.

## Biographie

### Enfance
Il est baptisé le 14 décembre 1595 à Great Yarmouth dans le Norfolk. Il est le fils de John et Suzan Wilson d'après le registre de baptême, et de Richard Wilson d'après le registre d'immatriculation de l'université d'Oxford. La famille a une certaine aisance, puisque son grand-père est vraisemblablement armateur.
À quatorze ans, son père l'envoie en France, où il loge apparemment chez des gens faisant le commerce de vins en Gascogne. Deux ans plus tard, il embarque à Bordeaux et rentre en Angleterre sur un vaisseau appartenant à son grand-père. Son père tente d'abord de le mettre en apprentissage chez un commerçant de Londres. Mais, quand il découvre que ce commerçant est catholique, il décide d'orienter la carrière de son fils vers l'administration fiscale.
Une place est vacante à la Cour de la Chancellerie, mais le jeune Wilson ne connaît pas l'écriture propre à cette administration, et on l'envoie tout d'abord les étudier pendant six mois chez John Davies de Fleet Street, un des plus fameux professeurs d'écriture légale de Londres. Par la suite, il devient employé à la Cour de l'Échiquier sous les ordres de sir Henry Spiller (en), chez qui il loge, découvrant ainsi que toute la famille est secrètement catholique. À dix-huit ans, à la suite d'une querelle domestique, il est renvoyé et prend une chambre dans Holborn. Il lit beaucoup de poésie contemporaine, mais ne sait pas quelle carrière choisir. Il pense un moment partir pour les Indes orientales, mais il échappe à ce projet irréfléchi quand une cousine, Mrs. Nixon, lui trouve une place dans la maison de Robert Devereux, 3e comte d'Essex.

### Au service du comte d'Essex
À l'automne 1614, alors que le comte réside dans son château de Chartley dans le Staffordshire, Wilson sauve une lavandière de la noyade en plongeant derrière elle dans les douves du château et en la ramenant sur la berge. Essex assiste à cet acte courageux, et, impressionné par cette initiative, il fait de Wilson un de ses gentilshommes de compagnie. Wilson raconte combien sa promotion provoque de jalousies parmi ses camarades, ce qui se traduit parfois par des querelles ou des duels. Pendant son temps libre, il étudie l'histoire et la philosophie, et compose des poèmes d'amour, bien qu'il ne soit amoureux de personne.
En 1620, sur l'autorisation de Jacques Ier, Essex met sur pied, avec le comte d'Oxford, une compagnie d'infanterie destinée à venir en aide dans le Palatinat à Frédéric V, beau-fils du roi d'Angleterre, mis en difficulté par les troupes de l'empereur Ferdinand II. Wilson fait partie de l'expédition, et pendant les cinq années suivantes il se bat avec la compagnie d'Essex dans le Palatinat en 1620 et aux Pays-Bas en 1621-23. Chaque année, dès que les troupes ont pris leurs quartiers d'hiver, Essex et Wilson rentrent en Angleterre, soit à Drayton Bassett, soit dans une des résidences de William Seymour, comte de Hertford, où ils se livrent tous deux à leur passion commune, la chasse.
Il participe au siège de Breda en 1624, et il accompagne le comte lors de la désastreuse expédition de Cadix de 1625, composée de cent vingt navires. Le général en chef de cette force navale, Edward Cecil, nommé hâtivement à la tête de cette armada par le duc de Buckingham, se montre totalement incapable de mener à bien sa mission, et Wilson le copiera dans son personnage de Timentes (« un général peureux ») de sa pièce The Swisser. Une chanson de l'époque se rit de cette expédition ratée :
| There was a fleet that went to Spain, When it got there, it came back again. | En Espagne, une flotte se rendit un jour, Arrivée là-bas, elle fit demi-tour. |

Wilson est alors devenu le secrétaire du comte. Cette relation enrichissante s'interrompt lors du second mariage du comte avec Elizabeth Paulet ou Pawlett, qui prend Wilson en grippe. Elle fait en sorte que celui-ci quitte le service du comte. Il en gardera toujours de l'amertume et une rancune tenace contre elle. Il l'incarnera dans sa pièce The Inconstant Lady en femme ambitieuse et criminelle.

### Études à Oxford
Wilson se décide alors à suivre une éducation conventionnelle. Il a alors trente-six ans, et il ne subsiste que grâce à la générosité de son maître, le comte d'Essex, qui lui verse une rente annuelle. Il entre à Trinity College de l'université d'Oxford comme gentleman roturier, et est immatriculé le 25 novembre 1631 en tant qu'étudiant adulte. Wood indique qu'il a peu de connaissances en latin, encore moins en grec, mais une bonne lecture du français et des notions de néerlandais. Il possède enfin une excellente maîtrise de l'anglais à l'oral comme à l'écrit. Selon son camarade Bathrust, Wilson fréquente assidûment la chapelle et le collège. Finalement, Wilson choisit d'étudier la médecine après avoir hésité avec la théologie. Il aime néanmoins débattre de théologie et de monarchie absolue avec William Chillingworth, un camarade du collège, filleul de Laud et partisan de l'absolutisme. Il déteste toutefois le pouvoir et l'amour propre grandissants du clergé à Oxford, ainsi que la « debaucherie » de la vie universitaire et la ferveur à s'enivrer montrée même par les plus remarquables licenciés en théologie. Grâce à l'aide d'amis, il est admis Master of Arts. Il quitte l'université en 1633.

### Écriture théâtrale
Wilson commence à écrire pour le théâtre avant son entrée à l'université. En septembre 1630, une de ses pièces, The Inconstant Lady, est jouée par la Troupe du roi. Pendant son séjour à Oxford, deux autres pièces sont jouées, The Swisser et The Corporal. Edward Bathurst, un camarade d'université, indique que les pièces de Wilson sont jouées au Blackfriars Theatre à Londres, et en juillet, à Oxford, où elles sont applaudies chaleureusement en sa présence,. Preuve de leur succès, ces trois pièces figurent sur la liste des pièces de la compagnie que le lord Chamberlain interdit aux imprimeurs de publier sans le consentement de la compagnie, ce qui montre que la Troupe du roi désire les conserver à leur répertoire. Les deux dernières pièces sont inscrites au Registre des Libraires le 4 septembre 1646 et The Inconstant Lady le 9 septembre 1653, mais elles ne sont imprimées que lors de l'édition par Philip Bliss (en) de cette dernière en 1814 et celle de l'universitaire français, Albert Feuillerat, de The Swisser en 1904.

### Au service du comte de Warwick
Wilson entre au service de Robert Rich, 2e comte de Warwick, qui est, comme le comte d'Essex, plutôt attiré vers une sorte de religion simple, que Wilson lui-même suit. Il est touché par le sermon qu'il entend chez Warwick, qui prêche une vie plus pieuse en portant simplement plus d'attention à faire le bien. Warwick est l'idole des puritains, et à son contact, Wilson brûle d'imiter son exemple.
En novembre 1634, Wilson se marie avec Susan Spitty, la veuve de Richard Spitty de Broomfield dans l'Essex. Wilson a alors trente-neuf ans et l'acte de mariage montre que sa femme en a quarante-cinq. Elle a deux enfants d'un premier mariage, et Wilson s'occupera avec soin de ses deux seuls enfants d'adoption, car ils n'en auront pas ensemble. Elle mourra avant lui et Wilson lui rendra hommage, lui ayant permis, écrit-il, de mener « une vie paisible et pleine de satisfaction ».
Tout comme Essex, le comte de Warwick veut aller aider la cause protestante sur le continent. En 1637, Wilson le suit aux Pays-Bas et participe à un nouveau siège de Bréda, qui est le cinquième que subit cette ville pendant la guerre de Quatre-Vingts Ans. Wilson avait été témoin de la prise de cette ville en 1625 par Ambrogio Spinola, puis sa reconquête en 1637 par le prince Frédéric-Henri. Quand la guerre civile se déclenche en Angleterre, Warwick devient un des leaders de la cause parlementaire. Wilson ne s'implique pas dans les combats, mais il fait fonction de régisseur des biens du comte dans l'Essex. Les principaux incidents qu'il mentionne de ces années de guerre sont sa tentative de sauver la comtesse Rivers (en) de la populace en août 1642, et ses efforts pour empêcher le pillage par les forces royalistes de l'armurerie du comte dans le prieuré de Leez en août 1648.

### Écriture de sa biographie
En 1644, inspiré par un sermon qu'il a entendu le 21 juillet, Wilson a la conviction que tout chrétien doit tenir registre de ses actions et colliger les exemples de la miséricorde divine à son égard. Il décide donc d'écrire sa biographie pour montrer la bonté que Dieu lui a témoignée pendant toute sa vie mouvementée. Pendant les cinq années qui suivent, il compose une narration au style vivant, qu'il intitule pieusement Observations of God's providence in the tract of my life (« Observations de la providence divine dans le cours de ma vie »). Se tenant au but qu'il s'est fixé, il passe sous silence les époques où la Providence divine n'a pas eu besoin d'intervenir, ce qui donne à cette biographie « l'apparence d'un livre dont on aurait arraché çà et là quelques pages ». Il y rapporte de nombreuses occasions où il échappe à la mort ou au déshonneur, lui permettant de travailler à son salut et de reconnaître la bienveillance de Dieu à son égard. C'est une remarquable production d'une conscience puritaine (Wilson est presbytérien), d'autant qu'elle est écrite par un homme d'action et non par un membre du clergé. Cette combinaison du détail social de l'époque et de la compréhension religieuse de la providence fait de cette biographie un document captivant de l'Angleterre des Stuart. Elle est publiée pour la première fois dans la collection Desiderata curiosa par Francis Peck (en) en 1735.

### Mort
Physiquement, Wilson est petit, hardi et franc, mais de tempérament colérique, parfois violent. Plusieurs épisodes de sa biographie montrent sa force physique et son impulsivité, modérées – trop souvent après coup – par son souci constant de faire le bien. Par exemple, un matin d'hiver dans la campagne, il marche à côté de son cheval à cause du verglas. Il rencontre un homme assis au bord du chemin bredouillant des paroles incompréhensibles. Wilson s'approche de lui pour lui venir en aide. Il s'agit en fait d'un brigand qui l'assaille. Malgré la taille de l'agresseur, Wilson l'empoigne et le rejette dans le fossé, puis reprend son chemin. Mais le brigand revient vers lui en courant. Wilson dépose son épée pour ne pas avoir la tentation de s'en servir. Ce geste généreux manque de lui coûter la vie, car son adversaire est vigoureux. Il parvient néanmoins à grand peine à reprendre le dessus. Une autre fois, dans les écuries du comte de Warwick, un gentleman l'insulte d'après lui. Sans même entreprendre la procédure classique entre gentlemen de demande d'un duel, Wilson se précipite sur lui et le rosse si violemment qu'il lui casse une jambe. Pendant les deux mois que son adversaire passe cloué au lit, Wilson lui rend régulièrement visite.
Ses manières sont courtoises et obligeantes, comme il sied à un gentleman bien éduqué. Il s'exprime de façon expressive et aisée, et il parle bien le français et convenablement le néerlandais. Il meurt à Felsted dans l'Essex au début d'octobre 1652, et est enterré dans le chœur de l'église de ce village. Bliss a donné un résumé de son testament dans ses additions à Athenae Oxonienses de Wood. Dans son testament, Wilson fait ses adieux en homme du monde et a une politesse pour chacun. L'importance de son legs montre qu'il a su gérer ses finances. Il laisse même aux pauvres de sa paroisse le revenu d'une de ses propriétés, afin que soit distribué du pain chaque dimanche matin.

## Œuvre littéraire
Wilson a été un touche-à-tout littéraire : poète, dramaturge et historien, mais cette œuvre nous est parvenue tronquée. À quelques exceptions près, ses poèmes sont perdus, ainsi que sa pièce The Corporall et les masques écrits pour la comtesse de Leicester (en). Sa pièce The Swisser, considérée pendant longtemps comme perdue, n'a été retrouvée qu'au début du XXe siècle, ce qui laisse l'espoir que d'autres manuscrits de lui seront retrouvés un jour.

### The Swisser
Cette pièce a été représentée au Blackfriars Theatre en 1631. L'histoire se passe en Lombardie et la plupart des personnages porte le nom de rois lombards, dont les règnes s'étalent sur cent-trente-sept ans : Cleph, Authari, Arioaldus, Aripertus et Ansprandus, ce qui montre que la pièce n'a pas un caractère principalement historique. Dans la pièce, ces cinq personnages ne sont que de simples courtisans d'un sixième roi lombard, désigné simplement et vaguement par « le roi des Lombards ». Les péripéties de l'histoire semblent montrer que ce roi non nommé est Grimwald.
Feuillerat reconnaît sous les traits de ce roi des Lombards, faible, perfide et en proie à des courtisans intrigants, le roi Charles Ier lui-même. Et pour que le spectateur fasse plus facilement l'analogie, Wilson l'a dépouillé de son nom, ne lui conservant que le titre de roi. Par les conseils intéressés de parasites et de coquins, le roi des Lombards bannit Arioldus, son meilleur général, et Aribert, son fidèle serviteur, désignant à la place Timentes, un pleutre qui a été honteusement défait par l'ennemi, et qui est l'image de Edward Cecil, général en chef de l'expédition de Cadix, à laquelle Wilson participa.
Le roi est finalement tiré de son aveuglement par des soldats qui s'insurgent et réclament leur ancien général, conseil voilé à Charles 1er d'écouter son peuple à l'aube d'une guerre civile. Le roi a aussi violé une captive, Eurinia, qu'Arioldus avait prise sous sa protection. Pour tenir sa parole, celui-ci doit la venger, mais le coupable est le roi. La question se pose alors de savoir si un sujet a le droit d'attenter à la vie de son souverain. Certains des contemporains de Wilson, qui partageaient ses idées religieuses, commençaient à se poser ce genre de question. Nous ne sommes pas en 1649, et l'auteur ne prêche pas la révolte, mais il reconnaît qu'un sujet peut être délié du devoir d'obéissance envers un roi qui démérite. Ce premier pas vers la rébellion est une mise en garde adressée à Charles 1er.
À côté de cette intrigue principale, se développe une histoire d'amour romanesque entre Alcidonus et Selina. Mais Wilson n'a pas le génie de Shakespeare, capable d'intriquer de multiples intrigues et de les faire inter-réagir. Cette affaire amoureuse se développe presque indépendamment de l'intrigue principale, et s'apparente beaucoup à l'histoire de Roméo et Juliette. Les ressemblances sont trop nombreuses pour n'être qu'accidentelles : entrevue nocturne, mariage secret, scène du balcon, Wilson s'est beaucoup inspiré de Shakespeare.

### The Inconstant Lady
On croyait cette pièce perdue jusqu'à ce que Richard Rawlinson en lègue un manuscrit à la bibliothèque Bodléienne en 1755. Philip Bliss en fait paraître la première édition en 1814.
C'est l'histoire amoureuse de deux couples. L'héroïne, la femme inconstante, est Emilia. Elle est fiancée à Aramant, jusqu'à ce qu'elle apprenne que celui n'hérite plus des biens qu'elle espérait. Elle le quitte alors et va conquérir le frère d'Aramant, Millecert, et ils se marient. Aramant, sous la douleur de cette double trahison, perd la raison. Ses malheurs ont éveillé la pitié, puis l'amour dans le cœur de Cloris, sœur d'Emilia. L'histoire pourrait s'arrêter là, si le duc de Bourgogne (l'action se passe à Besançon) ne tombait amoureux de Cloris et ne voulait l'épouser.
Après une multitude de rebondissements, la fin est heureuse, et les méchants sont punis. Le duc de Bourgogne incarne l'image, classique chez Wilson, du souverain bon, mais entouré d'un favori mauvais et fourbe, sur lequel Wilson décharge sa colère contre les favoris. Le personnage d'Emilia, ambitieux et criminel, qui rêve de devenir duchesse, lui a sans doute été inspiré par Lady Essex.
Ces deux pièces de Wilson sont très différentes. L'une, The Inconstant Lady, est une comédie romantique, tandis que l'autre, The Swisser, est une pièce à thèse.

### The Corporall
Le hasard a fait que les noms des personnages de cette pièce ont été conservés, alors que le texte lui-même est perdu. Cela permet d'entrevoir vaguement le type de l'intrigue. Feuillerat imagine qu'Halladin, un jeune homme, s'est épris de Callida, une vieille femme fardée, alors que la fille de celle-ci, Cladia, est amoureuse du même Halladin. Il y avait probablement un fond guerrier, puisque les personnages principaux étaient Theodore, le commandant des forces, Enrick, un capitaine, et le héros de la pièce, Isgalon, un caporal. L'histoire se passe en Lorraine.

### History of Great Britain
Son History of Great Britain est publié en 1653. C'est un compte rendu de la vie et du règne de Jacques Ier, avec beaucoup de souvenirs de personnes et d'événements, rapportés de manière agréable et éloquente. Il est généralement orienté contre la cour, vue par lui comme une source de corruption et d'intrigues, tendant à fausser le jugement du roi. Il y a aussi une série de critiques envers Jacques Ier, qui ne se comporte pas, selon lui, assez vigoureusement avec les catholiques, et qui permet à l'arminianisme de se répandre en Angleterre.
Dans sa préface, Wilson évoque Tacite comme un modèle de censure judicieuse des dirigeants, manipulés par leurs favoris et les factions, et exposés à la tentation de la toute-puissance. Mais sa propre histoire n'est guère tacitienne, car elle comporte de nombreux commentaires sentencieux, et elle est écrite dans un style abondant en images et en métaphores. Wilson ne révèle pas ses sources, ni n'utilise beaucoup de documents officiels. Son récit en revanche bénéficie de sa connaissance des événements présentés. Ce livre a probablement été écrit pendant les années de guerre civile. Wood indique que l'ouvrage a été préparé pour l'édition après la mort de Wilson par un ecclésiastique anonyme. En 1656, dans son poème Reign and Death of King James, l'écrivain royaliste, William Sanderson, qualifie l'ouvrage de Wilson de « vérité et mensonge subtilement mélangés ».